# František Pinc
František Pinc (* 23. května 1944 Praha) byl český a československý politik KSČ, po sametové revoluci krátce ministr vnitra a ministr paliv a energetiky Československé socialistické republiky.

## Biografie
Členem KSČ se stal roku 1975. Vystudoval fakultu strojního inženýrství ČVUT Praha. Po studiích nastoupil do podniku ČKD Kompresory. Od roku 1971 pracoval v Elektrárně Tušimice I, kde působil na technických pozicích jako vedoucí dvojbloku a směnový inženýr. V roce 1977 se stal ředitelem závodu a od roku 1983 ředitelem této elektrárny. Na této pozici se uvádí i k roku 1989.
V prosinci 1989 se stal ministrem vnitra v československé vládě Ladislava Adamce (i pod vedením Mariána Čalfy). V následné vládě Mariána Čalfy (vláda národního porozumění) zastával post ministra paliv a energetiky. Ve vládě setrval do února 1990.
V živnostenském rejstříku se uvádí bytem Klášterec nad Ohří.